# Haleine
Haleine és un municipi francès situat al departament de l'Orne i a la regió de Normandia. L'any 2007 tenia 258 habitants.

## Demografia

### Població
El 2007 la població de fet de Haleine era de 258 persones. Hi havia 99 famílies de les quals 29 eren unipersonals (17 homes vivint sols i 12 dones vivint soles), 45 parelles sense fills, 21 parelles amb fills i 4 famílies monoparentals amb fills.
La població ha evolucionat segons el següent gràfic:
Habitants censats

### Habitatges
El 2007 hi havia 152 habitatges, 106 eren l'habitatge principal de la família, 29 eren segones residències i 17 estaven desocupats. 149 eren cases i 3 eren apartaments. Dels 106 habitatges principals, 72 estaven ocupats pels seus propietaris, 33 estaven llogats i ocupats pels llogaters i 1 estava cedit a títol gratuït; 1 tenia una cambra, 8 en tenien dues, 17 en tenien tres, 25 en tenien quatre i 56 en tenien cinc o més. 83 habitatges disposaven pel capbaix d'una plaça de pàrquing. A 44 habitatges hi havia un automòbil i a 52 n'hi havia dos o més.

### Piràmide de població
La piràmide de població per edats i sexe el 2009 era:
| Homes | Edats   | Dones |
| ----- | ------- | ----- |
| 0     | 95 o +  | 0     |
| 0     | 90 a 94 | 4     |
| 0     | 85 a 89 | 4     |
| 0     | 80 a 84 | 0     |
| 0     | 75 a 79 | 4     |
| 4     | 70 a 74 | 4     |
| 16    | 65 a 69 | 8     |
| 4     | 60 a 64 | 4     |
| 4     | 55 a 59 | 4     |
| 8     | 50 a 54 | 8     |
| 24    | 45 a 49 | 12    |
| 16    | 40 a 44 | 8     |
| 4     | 35 a 39 | 12    |
| 0     | 30 a 34 | 8     |
| 4     | 25 a 29 | 4     |
| 0     | 20 a 24 | 4     |
| 4     | 15 a 19 | 0     |
| 8     | 10 a 14 | 8     |
| 12    | 5 a 9   | 12    |
| 8     | 0 a 4   | 16    |

## Economia
El 2007 la població en edat de treballar era de 164 persones, 121 eren actives i 43 eren inactives. De les 121 persones actives 108 estaven ocupades (61 homes i 47 dones) i 12 estaven aturades (5 homes i 7 dones). De les 43 persones inactives 17 estaven jubilades, 22 estaven estudiant i 4 estaven classificades com a «altres inactius».

### Ingressos
El 2009 a Haleine hi havia 104 unitats fiscals que integraven 249,5 persones, la mediana anual d'ingressos fiscals per persona era de 16.750 €.

### Activitats econòmiques
Dels 7 establiments que hi havia el 2007, 2 eren d'empreses de fabricació d'altres productes industrials, 1 d'una empresa de construcció, 2 d'empreses de comerç i reparació d'automòbils, 1 d'una empresa d'hostatgeria i restauració i 1 d'una empresa financera.
L'únic servei als particulars que hi havia el 2009 era un restaurant.
L'any 2000 a Haleine hi havia 4 explotacions agrícoles.

## Poblacions més properes
El següent diagrama mostra les poblacions més properes.